# Hein Vos
Hendrik "Hein" Vos (5 tháng 7 năm 1903 – 23 tháng 4 năm 1972) là một chính khách người Hà Lan của Đảng Công nhân Dân chủ Xã hội (SDAP) không còn tồn tại và sau đó là Đảng Lao động (PvdA) và nhà kinh tế.
Vos tham dự một Gymnasium ở Heerenveen từ tháng 4 năm 1917 đến tháng 5 năm 1921 và nộp đơn tại Học viện Công nghệ Delft vào tháng 6 năm 1921 chuyên ngành Kỹ thuật điện và lấy bằng Cử nhân Kỹ thuật vào tháng 6 năm 1923 trước khi tốt nghiệp Thạc sĩ Kỹ thuật vào tháng 7 năm 1927. Vos làm công chức cho thành phố Deventer từ tháng 7 năm 1927 đến tháng 9 năm 1928 và cho Văn phòng Sáng chế của Bộ Kinh tế từ tháng 9 năm 1928 đến tháng 7 năm 1934. Vos phục vụ trong Hội đồng thành phố Rijswijk từ ngày 1 tháng 9 năm 1931 đến ngày 22 tháng 7 năm 1934. Vos làm lãnh đạo công đoàn cho hiệp hội Công đoàn Hà Lan (NVV) từ tháng 7 năm 1934 đến ngày 8 tháng 6 năm 1937 và là giám đốc của Đảng công nhân dân chủ xã hội từ tháng 7 năm 1934 đến tháng 5 năm 1940. Vos cũng từng là Biên tập viên tổng giám đốc tờ báo của đảng Vrijheid, Arbeid en Brood từ tháng 6 năm 1935 đến tháng 5 năm 1940. Vos phục vụ trong Hội đồng thành phố Amsterdam từ ngày 3 tháng 9 năm 1935 đến ngày 5 tháng 9  bến 1939.
Vos được bầu làm nghị sĩ Hạ viện sau cuộc bầu cử năm 1937, nhậm chức vào ngày 8 tháng 6 năm 1937 với vai trò là người bình phong và người phát ngôn của các vấn đề kinh tế. Vào ngày 10 tháng 5 năm 1940, Đức Quốc xã xâm lược Hà Lan và chính phủ chạy đến London để thoát khỏi sự chiếm đóng của Đức. Trong thời gian Đức chiếm đóng, Vos tiếp tục chỉ giữ vai trò là Nghị sĩ Hạ viện trên danh nghĩa nhưng trên thực tế, ảnh hưởng chính trị trên thực tế của Hạ viện đã bị chính quyền chiếm đóng của Đức gạt ra ngoài lề. Sau khi Chiến tranh thế giới thứ hai kết thúc, Nữ hoàng Wilhelmina đã ra lệnh thành lập Chính phủ thống nhất quốc gia để đóng vai trò là người quản lý cho đến cuộc bầu cử mới với Vos được bổ nhiệm làm Bộ trưởng Thương mại và Công nghiệp trong Nội các Schermerhorn–Drees, nhậm chức vào ngày 25 tháng 6 năm 1945  Vào ngày 9 tháng 2 năm 1946, Đảng Công nhân Dân chủ Xã hội (SDAP), Liên đoàn Dân chủ Tự do (VDB) và Liên minh Dân chủ Cơ đốc giáo (CDU) chọn hợp nhất để thành lập Đảng Lao động (PvdA). Sau cuộc bầu cử năm 1946, Vos trở lại làm nghị sĩ Hạ viện, nhậm chức vào ngày 4 tháng 6 năm 1946. Sau khi thành lập nội các năm 1946, Vos được bổ nhiệm làm Bộ trưởng Bộ Giao thông vận tải trong Nội các Beel I, nhậm chức vào ngày 3 tháng 7 năm 1946. Vos giữ chức Bộ trưởng Bộ Công chính và Tái thiết từ ngày 15 tháng 11 năm 1946 đến ngày 3 tháng 3 năm 1947 sau khi Johan Ringers từ chức. Ngày 1 tháng 3 năm 1947, Bộ trưởng Bộ Giao thông vận tải được đổi tên thành Bộ trưởng Bộ Giao thông vận tải và Quản lý đường thủy. Sau cuộc bầu cử năm 1948, Vos một lần nữa trở lại làm nghị sĩ Hạ viện, nhậm chức vào ngày 27 tháng 7 năm 1948. Sau khi thành lập nội các năm 1948, Vos không có chức vụ trong nội các mới, Nội các Beel I được thay thế bởi Nội các Drees-Van Schaik vào ngày 7 tháng 8 năm 1948 và ông tiếp tục phục vụ trong Hạ viện với tư cách là người bình phong và người phát ngôn cho các vấn đề kinh tế và doanh nghiệp nhỏ.
Vào tháng 12 năm 1948 Vos được bổ nhiệm làm Giám đốc điều hành của công ty bảo hiểm NV Centrale Algemene Levensverzekeringsmaatschappij, ông từ chức Hạ viện vào ngày 16 tháng 12 năm 1948 và được bổ nhiệm làm Giám đốc điều hành vào ngày 1 tháng 1 năm 1949. Vos vẫn hoạt động  trong lĩnh vực chính trị quốc gia, ông giữ chức Chủ tịch Đảng Lao động từ ngày 5 tháng 6 năm 1953 đến ngày 23 tháng 2 năm 1955. Vos được bầu làm Nghị sĩ Thượng viện sau cuộc bầu cử Thượng viện năm 1956, nhậm chức vào ngày 6 tháng 11 năm 1956 với vai trò là người bình phong và phát ngôn viên của  Tài chính và Nông nghiệp. Sau cuộc bầu cử Thượng viện năm 1960, Vos được chọn làm lãnh đạo Nghị viện của Đảng Lao động tại Thượng viện, nhậm chức vào ngày 15 tháng 11 năm 1960. Vào tháng 2 năm 1968, Vos được đề cử làm Thành viên Hội đồng Nhà nước, ông từ chức lãnh đạo Nghị viện và là Nghị sĩ Hạ viện vào ngày 16 tháng 2 năm 1968 và được bổ nhiệm làm Thành viên Hội đồng Nhà nước, nhậm chức vào ngày 21 tháng 2 năm 1968
Vos được biết đến với khả năng của mình với tư cách là một nhà quản lý và chính sách ổn định. Ông được là Thành viên LGBT đầu tiên được biết đến trong Hạ viện và Bộ trưởng chính phủ của Hà Lan, sự thật này là một bí mật mở trong chính trị Hà Lan vào thời điểm đó.